# Lycée d'élite Le Quy Don
Pour les articles homonymes, voir Le Quy Don (homonymie).
 (mars 2017).
Si vous disposez d'ouvrages ou d'articles de référence ou si vous connaissez des sites web de qualité traitant du thème abordé ici, merci de compléter l'article en donnant les références utiles à sa vérifiabilité et en les liant à la section « Notes et références ».
Le lycée d'élite Le Quy Don (en vietnamien: Trung học Phổ thông Chuyên Lê Quý Đôn, Đà Nẵng) inauguré en 1986 sous le nom de lycée d'élite Quang Nam-Da Nang, est un lycée public situé à Da Nang, ville du Viêt Nam. Comme d'autres lycées d'élite du Vietnam il offre des programmes avancés et spécialisés pour les étudiants doués qui montrent leurs talents exceptionnels en sciences naturelles, sciences sociales et humaines. Actuellement c'est le seul lycée d'élite de la ville de Da Nang, attirant les meilleurs étudiants de la ville ainsi que de la province voisine Quang Nam. Le lycée a formé de nombreux étudiants qui ont remporté des prix au niveau national et des médailles aux Olympiades internationales de sciences (IMO, IOI, IPhO, IBO, APhO),.

## Histoire

### Établissement
Le lycée a été fondé le 15 octobre 1986 sous le nom lycée d'élite Quang Nam-Da Nang. Dans la première promotion, le lycée a compté 38 professeurs et membres du personnel, 58 étudiants dans 5 classes. En avril 1991, le lycée a été rebaptisé lycée d'élite Le Quy Don, du nom du philosophe et savant vietnamien du XVIIIe siècle Le Quy Don. En 2015, il devient une faculté avec plus de 100 enseignants hautement qualifiés, dont environ la moitié détiennent des diplômes de troisième cycle (master et doctorat), pour environ 900 étudiants dans trois grades.

### Infrastructure
Depuis l'année scolaire 2003-2004, le gouvernement de la ville a financé le lycée pour en faire une «école de haute qualité» avec un financement total de 70 milliards de VND. Le lycée a ensuite été déplacé au nouveau campus, 1 rue Vu Van Dung, arrondissement de Son Tra. Le nouveau campus procuré plus d'espace d'apprentissage et des salles de classe modernes et entièrement équipées.
Depuis 2011, un foyer de 11 étages accueille les étudiants résidents. Le bâtiment de 149 chambres (4 personnes, 6 personnes ou 8 personnes) peut accueillir jusqu'à 750 étudiants. En outre, le lycée comprend terrain de football, zone d'exercice, piscine et salle polyvalente de sport.

### Directeur
| L'année scolaire     | Directeur           |
| -------------------- | ------------------- |
| 1986 - 1990          | M. Nguyễn Tiến Hành |
| 1990 - 1992          | M. Nguyễn Tâm Tháp  |
| 1992 - 1995          | M. Huỳnh Văn Hoa    |
| 1995 - 2000          | M. Lê Phú Kỳ        |
| 2000 - 2003          | M. Đặng Thanh       |
| 2003 - 2009          | M. Vũ Đình Chuẩn    |
| 2009 - 2010          | M. Lê Trung Chinh   |
| 2010 - 2015          | M. Nguyễn Đình Vĩnh |
| 2015-jusqu'à présent | M. Lê Vinh          |

## Admission
Étant un lycée public extrêmement sélectif, il admet ses élèves sur concours d'admission. Le processus d'admission comprend une présélection (évaluation des profils) ; puis les épreuves du concours. Chaque candidat doit passer une épreuve de : mathématiques, littérature, anglais (ou français ou japonais) et une matière à option. 

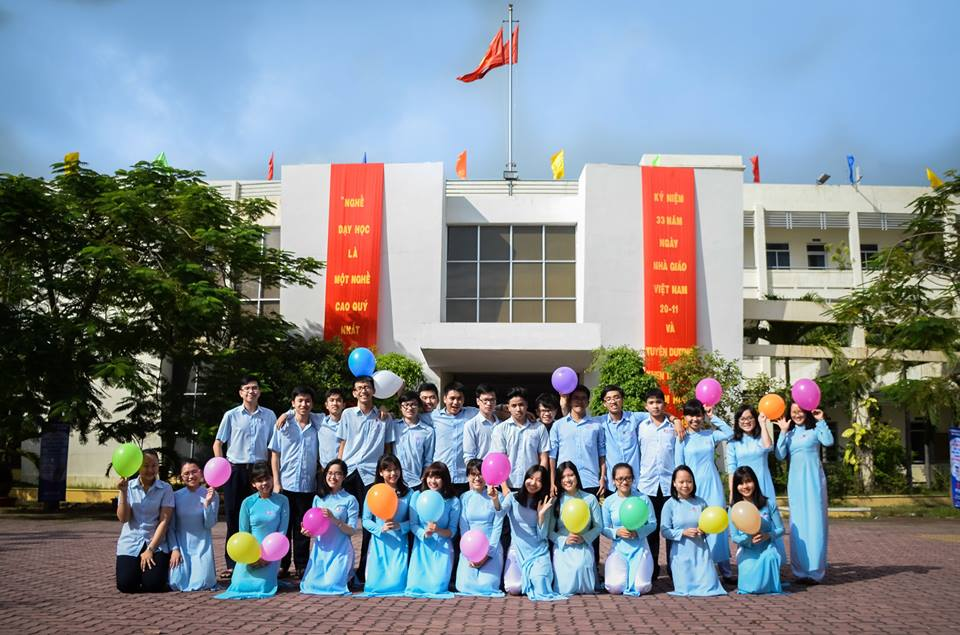
Uniforme scolaire

Au cours de l'année scolaire 2017-2018, le lycée a l'intention de recruter 300 étudiants, dont 280 étudiants de la ville de Da Nang et 20 élèves de la province de Quang Nam.

## L'enseignement du français
Le lycée est l'un des rares établissements de Vietnam qui offre des cours de français comme langue étrangère. Comme chaque classe a un sujet majeur, le français est le principal sujet d'une classe pour 10 élèves. Non seulement cette classe de français majeur, tous les autres étudiants ont également une classe de français en tant que 2e langue étrangère (après l'anglais) tout au long de leurs études au lycée. De temps en temps, le lycée propose des activités françaises pour les futurs élèves entrants.